# Elezioni presidenziali in Lituania del 2019
Le elezioni presidenziali in Lituania del 2019 si sono tenute il 12 maggio (primo turno) e il 26 maggio (secondo turno), in concomitanza con le elezioni europee.
Le urne hanno portato alla scelta del successore di Dalia Grybauskaitė che, avendo svolto per due mandati consecutivi l'incarico di Presidente della Lituania, non era nuovamente rieleggibile. Dal ballottaggio è risultato vincitore Gitanas Nausėda, il cui incarico ha avuto inizio il 12 luglio 2019.

## Risultati
| Gitanas Nausėda      | Indipendente                               | 441 396   | 31,16 | 881 495   | 66,53 |  |  |  |
| Ingrida Šimonytė     | Indipendente (TS-LKD)                      | 446 719   | 31,53 | 443 394   | 33,47 |  |  |  |
| Saulius Skvernelis   | Indipendente (LVŽS, LSDDP)                 | 279 413   | 19,72 |           |       |  |  |  |
| Vytenis Andriukaitis | Partito Socialdemocratico di Lituania      | 68 118    | 4,81  |           |       |  |  |  |
| Arvydas Juozaitis    | Indipendente                               | 66 957    | 4,73  |           |       |  |  |  |
| Valdemar Tomaševski  | Azione Elettorale dei Polacchi in Lituania | 56 476    | 3,99  |           |       |  |  |  |
| Mindaugas Puidokas   | Indipendente                               | 37 036    | 2,61  |           |       |  |  |  |
| Naglis Puteikis      | Partito di Centro di Lituania              | 11 302    | 0,80  |           |       |  |  |  |
| Valentinas Mazuronis | Indipendente                               | 9 205     | 0,65  |           |       |  |  |  |
| Totale               | Totale                                     | 1 416 622 | 100   | 1 324 889 | 100   |  |  |  |
|                      |                                            |           |       |           |       |  |  |  |
| Voti non validi      | Voti non validi                            | 10 072    | 0,71  | 17 205    | 1,28  |  |  |  |
| Votanti              | Votanti                                    | 1 426 694 | 57,37 | 1 342 094 | 53,88 |  |  |  |
| Elettori             | Elettori                                   | 2 486 915 |       | 2 491 021 |       |  |  |  |